# Fische Fluppen Frikadellen
Fische Fluppen Frikadellen ist ein Brettspiel des deutschen Spieleautors Friedemann Friese, das 2002 im Spieleverlag 2F-Spiele erschien. Das Spiel ist der erste Teil der Fürst-Fieso-Trilogie, die mit Finstere Flure (2003) und Fürchterliche Feinde (2006) fortgesetzt wurde. Die Besonderheit des Spiels ist das Tischwechsel-System, das bis zu 15 Mitspieler an 3 Tischen ermöglicht.

## Spielidee

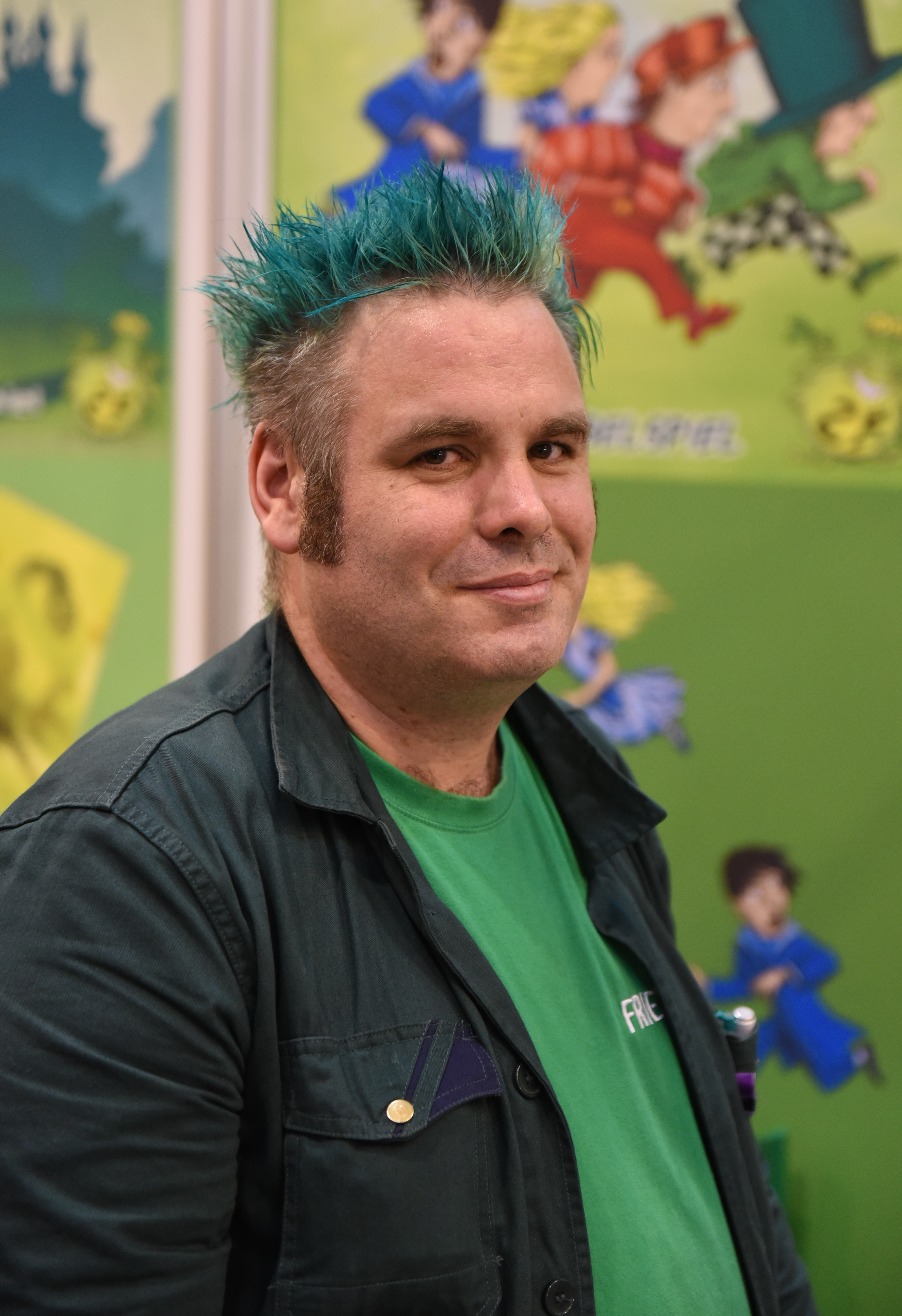
Friedemann Friese (2017)

Fürst Fieso hat die Fee Fabula entführt, und die Aufgabe der Spieler ist es, sie zu befreien. Dazu müssen Fetische erworben werden, für die man bei verschiedenen Händlern Waren kaufen und tauschen muss.
Das Spielmaterial umfasst:
- 1 Spielbrett
- 36 Händlerkarten
- 5 Spielfiguren
- 6 Flöße
- 65 Frachtmarker
- 5 Frachtwertanzeiger
- 11 Fortschrittsplättchen
- 15 Fetischplättchen
- 50 Geldscheine

Fische Fluppen Frikadellen gibt es in drei verschiedenen Varianten (A, B und C), was eine Erweiterung des Spiels auf bis zu 15 Mitspieler an drei Spielbrettern ermöglicht.

## Spielweise
Der Spielplan ist in verschiedene Inseln aufgeteilt, die von Flüssen getrennt, aber durch Brücken miteinander verbunden sind. Auf den Landflächen sind 12 Gebäude für verschiedene Händler, die über Wegfelder erreichbar sind. Es existieren drei Arten von Händlern (An- und Verkäufer, Tauschhändler und Fetischhändler). Gehandelt wird mit fünf Warengruppen (Fische, Fluppen, Frikadellen, Fenchel und Fusel). Die Spieler erhalten ein Startkapital und müssen zu den Händlern gelangen, um durch Kaufen und Tauschen der Waren an sogenannte Fetische zu kommen. Die Fortbewegung erfolgt dabei über die Weg- und Brückenfelder oder mit einem Floß über die Flüsse. Der Spieler, der zuerst drei Fetische besitzt, gewinnt das Spiel.
Verwendet man alle drei Versionen des Spiels zusammen, können bis zu 15 Spieler gleichzeitig an drei Spielbrettern teilnehmen. Über das Feld Ferne kann der Spieler dabei auf ein anderes Spielbrett wechseln, um andere Waren und Fetische zu erhalten.

## Rezeption
Der Verein Spiel des Jahres e. V. setzte Fische Fluppen Frikadellen auf die Empfehlungsliste zum Spiel des Jahres 2003. Der Verein beschreibt das Spiel als „solides, kurzweiliges, taktisches Wirtschaftsspiel“ und lobt vor allem das „dynamische Tischwechsel-System“. Beim Deutschen Spielepreis 2003 erreichte das Spiel Rang 6.
Die Seite spieletest.at urteilt, dass Fische Fluppen Frikadellen zwar kein „Meisterwerk wie Funkenschlag“ sei, aber dennoch „ein gutes 2F-Spiel“; ein „nettes, strategisches Herumgetausche“, das „rechtzeitig zu Ende ist, bevor es beginnt, […] langweilig zu werden“. Das Online-Magazin Reich der Spiele beschreibt die 1-Spielbrett-Variante von Fische Fluppen Frikadellen als „solides Produkt mit Witz und Charme“, aber kein „echtes Highlight“. Die Variante mit den drei Spielbrettern bringe jedoch „eine Dynamik ins Spiel, ohne die Fische Fluppen Frikadellen lediglich gehobener Durchschnitt statt Kultspiel eines Kleinverlages wäre.“